# Dasychira phaleroides
Dasychira phaleroides är en fjärilsart som beskrevs av Collenette 1939. Dasychira phaleroides ingår i släktet Dasychira och familjen tofsspinnare. Inga underarter finns listade i Catalogue of Life.